# 托洛尼奧山脈

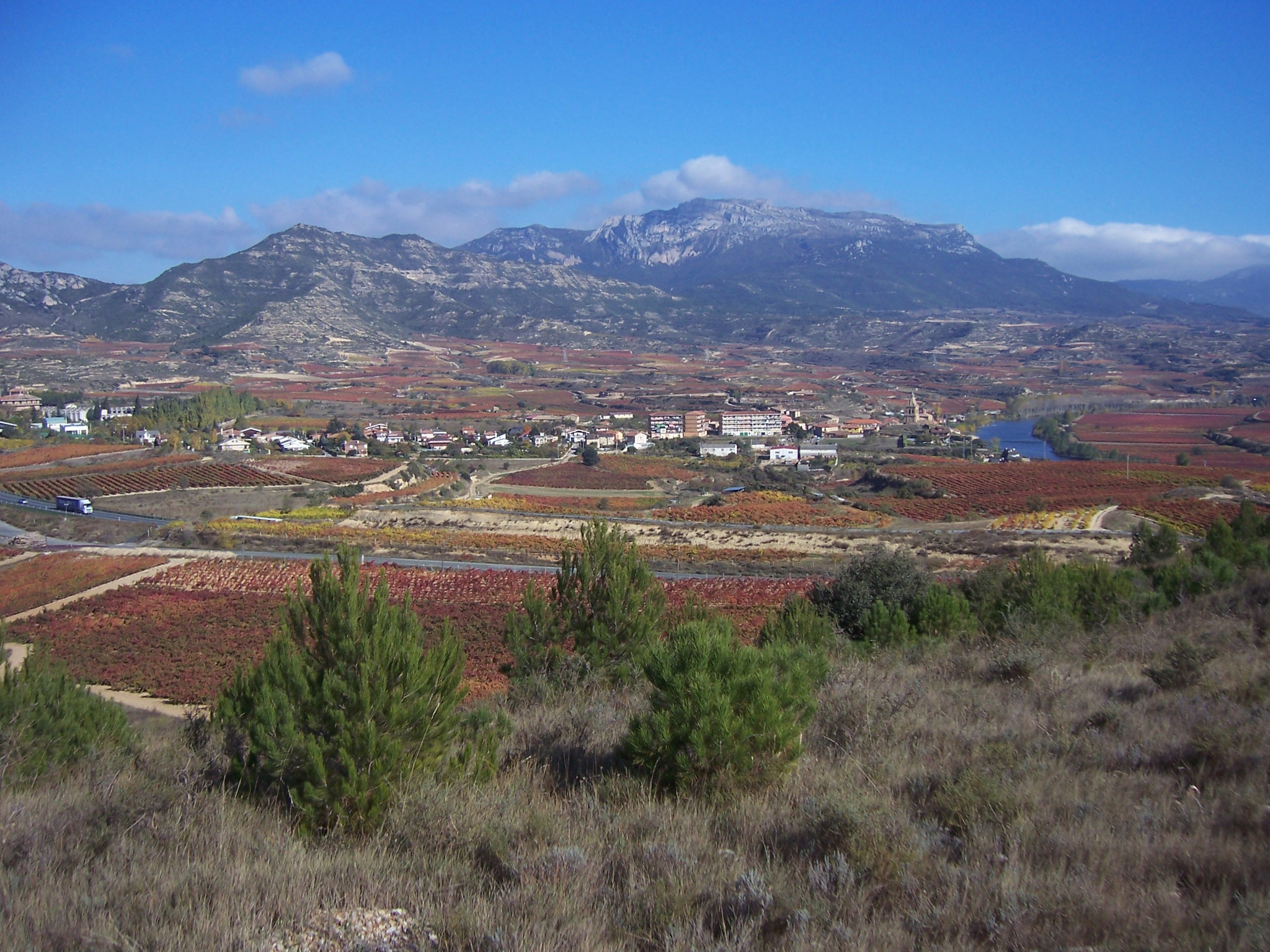

42°37′26″N 2°45′46″W / 42.62389°N 2.76278°W
托洛尼奧山脈（西班牙語：Sierra de Toloño），是西班牙的山脈，位於該國北部阿拉瓦省，屬於坎塔布連山脈的一部分，最高點海拔高度1,271米，該山脈被劃入鳥類保護區。